# Polskie Forum Akademicko-Gospodarcze
Polskie Forum Akademicko-Gospodarcze – stowarzyszenie utworzone w 1992 r. w celu wspierania i promowania współpracy między środowiskiem akademickim i gospodarczym.
Członkami rzeczywistymi stowarzyszenia są osoby fizyczne kierujące jednostkami obu reprezentowanych środowisk (rektorzy uczelni i prezesi firm).
Założycielem i pierwszym prezesem stowarzyszenia był Marek Dietrich. Od 15 czerwca 2018 funkcję prezesa pełni Krzysztof Pietraszkiewicz, a wiceprezesa Arkadiusz Mężyk..